# Ольшевський Ігор Едилович
Ігор Едилович (Кирилович) Ольшевський (нар. 26 серпня 1958, Володимир, Волинська область — пом. 6 червня 2021, Луцьк, Волинська область) — український поет, перекладач, прозаїк, літературний критик, есеїст, філософ, мелодист-аматор. Лауреат літературно-мистецьких премій.

## Життєпис
Народився 26 серпня 1958 року в місті Володимирі на Волині, в родині творчих працівників театру. Батько заслужений артист України Еділ (Кирило) Михайлович Ольшевський (1929-2016), — упродовж тривалого часу був головним режисером Волинського обласного музично-драматичного театру імені Т. Г. Шевченка (тоді ще не академічного), а згодом — Волинської обласної філармонії, викладав також у Луцькому училищі культури (нині — Волинський коледж культури і мистецтв імені І. Ф. Стравінського). Мати — Галина Павлівна Ольшевська (1926-2018) — акторка.
Після закінчення Луцької середньої школи № 4 (нині — гімназія) здобув вищу освіту на філологічному факультеті Луцького державного педагогічного інституту імені Лесі Українки. З 1982 року — на педагогічній, культурно-освітній та журналістській роботі. Працював у відділі зв’язків із громадськістю Волинського національного університету імені Лесі Українки та Волинській обласній філармонії (керівник літературно-драматургічної частини).
Перекладав з російської, білоруської та польської мов. Друкувався також під псевдо Ігор Берестюк, Максим Кириленко, Аркадій-Арефа Сікорський, Драгомир Піляку, Джафар Алішеров, Гоша О. Твори публікувалися на сторінках часописів України, Білорусі, Польщі, Словаччини та Греції. 
Коло інтересів — містичне літературознавство, біблійна нумерологія, релігієзнавство, астрономія, альтернативна історія, медицина, психологія, музика. Пісня Ігоря Ольшевського “Лесі Українці” на слова Лілії Михальчук часто звучить у концертах тріо та ансамблю бандуристок “Дивоструни” Волинського національного університету імені Лесі Українки (керівник — професор Мирослава Сточанська).
Член Національної Спілки письменників України з 2005 року.
Помер 6 червня 2021 року.

## Нагороди
- 2010 — Волинська обласна літературно-мистецька премія ім. Агатангела Кримського (за есей “Григорій Сковорода: Місія Посланця”, ліричне трикнижжя “Зодіакальне світло” та книгу прози “Хованки в житі”).
- 2018 — Літературно-мистецька премія ім. Пантелеймона Куліша (за есеї “Павло Тичина: нові штрихи до містичного портрета”, “Агатангел Кримський: Поклик Сходу” й “Тарас Шевченко: від імені до Місії”).

## Відгуки про творчість
Станіслав Тельнюк (з листа до Ігоря Ольшевського від 24 листопада 1988 р.): 
| “Те, що Ви робите — справа вельми важлива, благородна і необхідна. (…) Пишіть у своїй книзі про все — навіть і про вірш “В Чорнобилі”. Це не просто вірш — це передчуття, пророцтво. Згадайте рядок про зірку, яка пролетіла і свій слід стерла “гнівано”. Що продиктувало Тичині і цей рядок і це слово?.. Є над чим подумати…” |
Олександр Рисак, “До неї словом долетіти”: 
| “Момент народження “Боярині” Лесі Українки в далекому Хелуані прагне відчути Ігор Ольшевський, вибудовуючи типолого-психологічну паралель поміж головним персонажем драми та її автором. Творче осявання як проєкція на фізичні роди звучить досить вмотивовано. Тож не дивно, що таким свіжим повівом торкає нас з любові і муки народжений образ…” |
Юрій Тичина (з листа небожа П. Г. Тичини до автора від 21 жовтня 2005 р.): 
| “Перше моє враження від Вашої роботи (…) — так це задоволення і навіть захоплення від глибини і точності дослідження, від багатьох цікавих знахідок і думок. Мені здається, що Ви навіть перевершили свого учителя Ст. Тельнюка, я щиро радію за вас і погоджуюсь, що Ви — “на дорозі до храму”. |
Володимир Лис, “Редагування снів і реальності від Ігоря Ольшевського”: 
| “Є у збірці Ігоря Ольшевського “Редактор снів” (“Волинська обласна друкарня”, 2003) вірш “Хроніка самопізнання”. Як на мене, в ньому, в його кількох рядках віддзеркалилося те, як поезія може стати філософією в чистому вигляді, лаконічно-об’ємно вимовити те, що вже автор прожив, і відтворити те, що, можливо, настане, коли міні-дія цієї поезії завершиться. Хоч, власне, те про що пише поет, існувало в усі часи і віки в людині, котра прагла пізнати світ і себе у ньому. Але тут раптом, що присутній при явищі, коли філософія одного-єдиного речення раптом стає поезією сенсу, поезією пошуку власного “я” і образу цілого світу…” |
Іван Дзюба (з листа до автора від 25 грудня 2004 року): 
| “За ті роки, що я Вас знаю, Ви з несміливого початківця виросли на дослідника, який досить упевнено почувається у професійній сфері літературознавства. Отже, перед Вами — надійний шлях, і я бажаю Вам улюбленої праці та успіхів”. |
Віктор Вербич, “До вічної загадки Павла Тичини”: 
| “У книжці, що складається з п’яти розділів, І. Ольшевський відкриває читачеві (причому у формі, й доступній, і вишуканій одночасно) таємниці поетичного світу співця “Сонячних кларнетів ”. Дослідник не обходить і проблем “довічної духовної каторги” П. Тичини, доводячи, всупереч стереотипам, що жорстокі політичні реалії не змогли вбити неперевершеного таланту митця”. |
Ольга Ляснюк, “Що таке 50”: 
| “Ще однією гранню творчої натури Ігоря Ольшевського є музика. У мене таке враження, що він не просто творить музику до слів чи й без них, що не просто у нього з’являються мелодії, а що у ньому звучить безперервна мелодія…” |
Ігор Павлюк, “Діалог монологів”: 
| “Мій давній щирий побратим, душевний друг письменник та науковець, справжній інтелігент (інтелектуал і людина з моральними принципами) Ігор Ольшевський” |

## Публікації
- “Стратосфера”: Пролог до космосу (Буквоїд, 2010)
- Про начинку з родзинок, дерева, левітацію та Олександра Клименка (Буквоїд, 2017)
- “Против рожна перти, против хвиль плисти…” (Буквоїд, 2017)
- “Зі шляху би чумацького не збочити…” (Буквоїд, 2017)
- Володимир Лис: Гуманістичні аспекти короткої прози (Буквоїд, 2018)
- У травні, на Юрія (Спогад про Юрія Євгеновича Тичину) (Буквоїд, 2018)
- Мистецтво підкоряти читача (Буквоїд, 2018)
- Зі “старанно забутих” – у незабутні (Буквоїд, 2018)
- Коли все – джаз, або Такий непередбачуваний Сашко Клименко (Буквоїд, 2018)
- Щоб не згасали вогники любові (Буквоїд, 2019)
- Таїна вересового меду (Буквоїд, 2019)
- “Неситий”: початок серії романів? (Буквоїд, 2019)
- “Людина людині – болгарин…” (Буквоїд, 2019)